# Highpoint apartments
Los apartamentos Highpoint I y II son dos edificios residenciales de lujo construidos en Londres en los años 1930 proyectados por el estudio del arquitecto ruso Berthold Lubetkin, Tecton, que se han convertido en referente de la arquitectura del Movimiento Moderno. Pensados para alojar a los empleados del promotor, Zigmund Gestetner, nunca llegaron a cumplir tal fin y los apartamentos se pusieron a la venta al público.

## Los edificios

### Highpoint I
De siete pisos, con un dúplex en el último, marcó un antes y un después en la arquitectura de los años 1930. Fue sin duda el edificio más controvertido de Lubetkin & Tecton. El crítico de arquitectura J.M. Richards lo ve como "un paso importante en el abandono del funcionalismo", mientras que Anthony Cox, que era entonces estudiante de arquitectura, detecta "algo más serio que un simple ajuste dentro de los límites legítimos, un síntoma del declive, o un fin en sí mismo".